# Lucio Victorio Mansilla

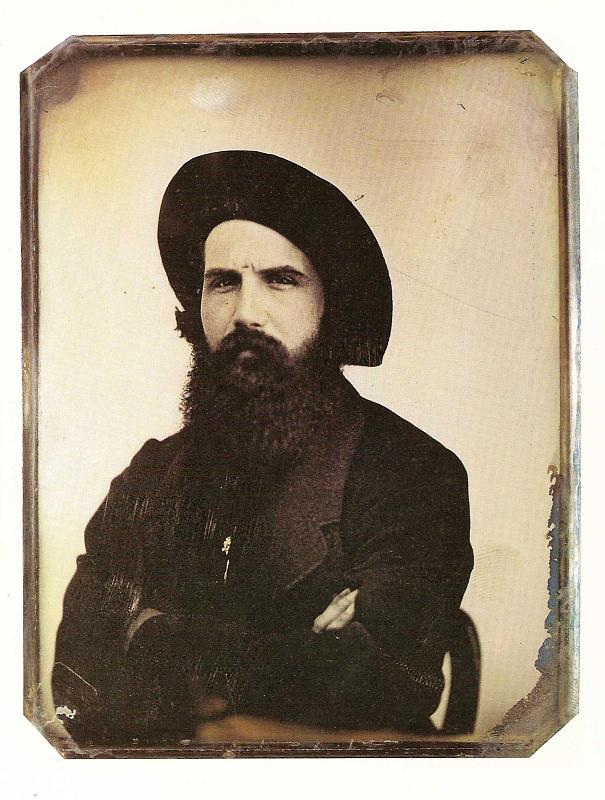
Daguerréotype de Lucio Victorio Mansilla vers 1850.

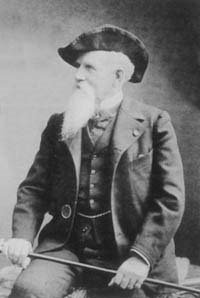
Lucio Victorio Mansilla en France en 1895.

Lucio Victorio Mansilla, né le 23 décembre 1831 à Buenos Aires et mort le 8 octobre 1913 à Paris, est un général de division de l'armée argentine, journaliste, écrivain, homme politique et diplomate argentin.

## Biographie
Lucio Victorio Mansilla naquit dans le quartier de San Telmo à Buenos Aires. Il était le fils aîné du colonel Lucio Norberto Mansilla, héros de la bataille de la Vuelta de Obligado en 1845 et de Agustina Ortiz de Rozas, sœur de Juan Manuel de Rosas, gouverneur de la province de Buenos Aires.
Un jour, son père le surprenant en train de lire le Contrat social de Jean-Jacques Rousseau, craint que cette lecture atteigne les oreilles de son entourage familial, préfère l'envoyer en voyage à l'étranger. Lucio Victorio Mansilla visite l'Inde, les pays orientaux du Proche-Orient, l'Égypte, puis termine son périple par l'Europe avec Paris et Londres. 
Après la bataille de Caseros au cours de laquelle son oncle, le colonel Juan Manuel de Rosas fut battu et exilé en Grande-Bretagne, Lucio Victorio Mansilla, son père et son frère partirent à leur tour au Brésil en compagnie de l'intellectuel Domingo Faustino Sarmiento avant de s'embarquer pour l'Europe.  De retour en août 1852, il retrouve sa cousine Catalina, qu'il épousa le 18 septembre 1853.
En 1864, il participe à la Guerre de la Triple Alliance au cours de laquelle il sera blessé. En 1868, il soutient la candidature présidentielle de son ami Domingo Faustino Sarmiento. Il refuse le poste de Ministre de la Guerre et préfère rester homme de terrain. Il est alors nommé colonel et envoyé en mission auprès des tribus amérindiennes dans le territoire de la province du Chaco. De ce contact avec les populations autochtones, il écrira un livre, Une excursion au pays des Ranqueles qui sera primé en 1877 lors du congrès international de géographie à Paris. Il a été nommé par la suite général puis gouverneur du territoire national du Gran Chaco entre 1878 et 1880.
Sous le régime présidentielle de Julio Argentino Roca, il est envoyé en mission diplomatique en France. En 1895, il apprend à Nice, la mort de sa femme Catalina. L'année suivante, il prend sa retraite de l'armée et s'installa à Paris. En 1898, il retourna en Argentine pour quelques semaines. Il rencontra sa seconde épouse avec laquelle il retourna vivre à Paris. Il écrit alors un livre biographique sur son oncle Juan Manuel de Rosas. Il enchaîne ensuite avec d'autres livres les années suivantes. Il est correspondant journaliste pour le journal argentin "Sud América" dans lequel il tient une rubrique intitulé en français dans le texte Causeries de los jueves. En 1902, il commence l'écriture de ses "mémoires" qui seront publiés en 1904. 
Dans les dernières années de sa vie, il était atteint d'une cécité naissante. Il mourut à Paris le 8 octobre 1913. Sa dépouille fut rapatriée en Argentine et repose au cimetière de Recoleta de Buenos Aires.

## Bibliographies

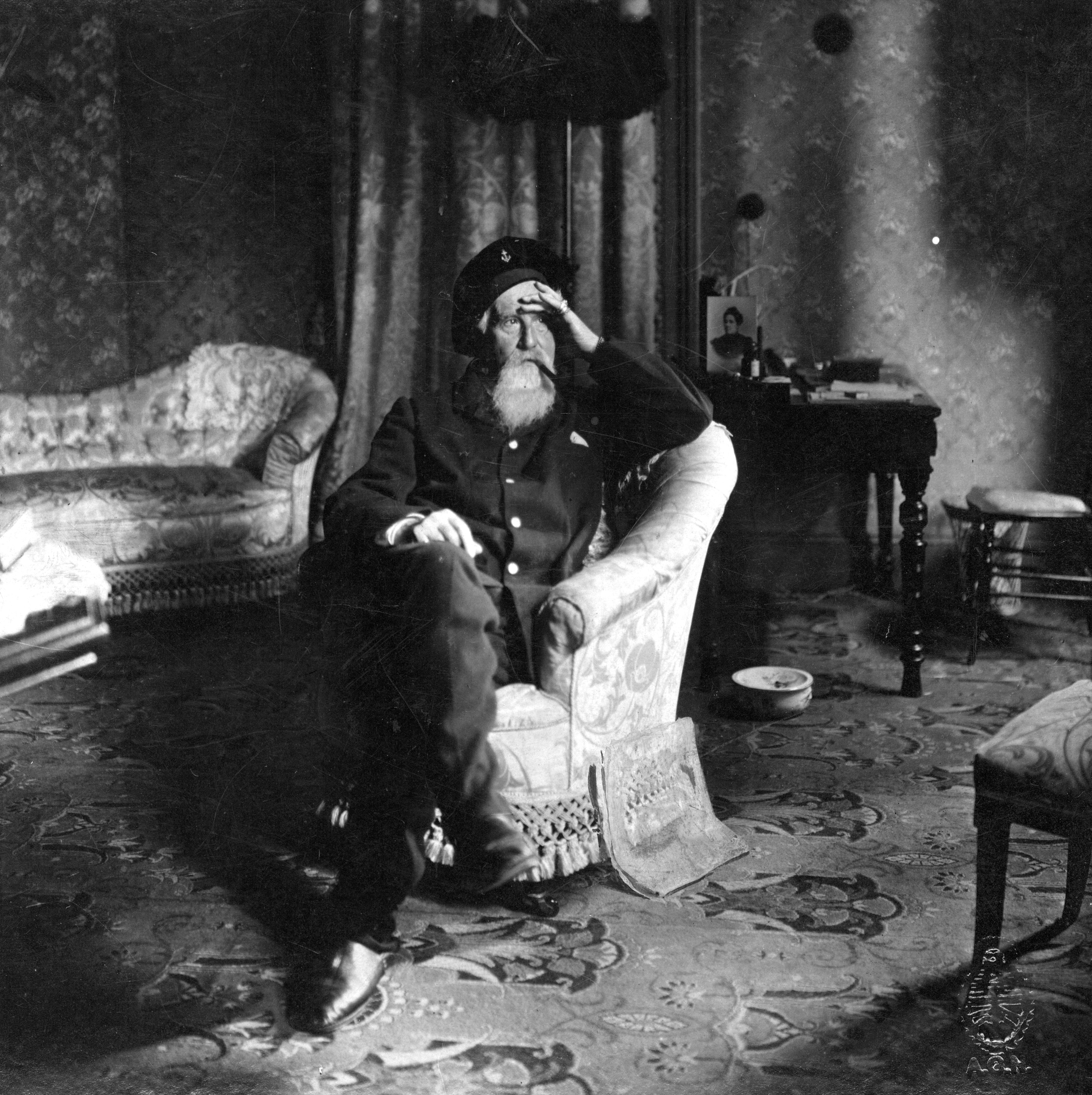
Lucio Victorio Mansilla dans son appartement parisien vers 1900
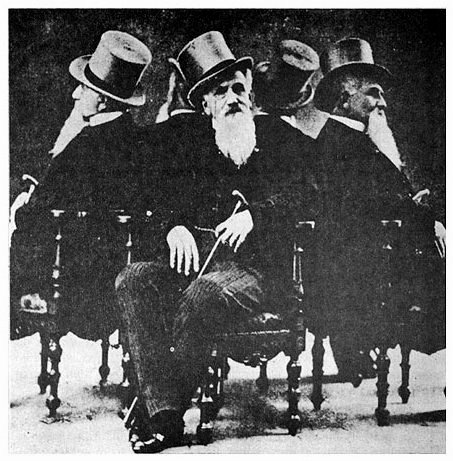
Lucio Victorio Mansilla à Paris en 1910